# Vox Christi
Vox Christi, en español Voz de Cristo, es una expresión en latín que se utiliza para hacer referencia a la voz de bajo que representa a Jesús en la producción musical de Johann Sebastian Bach y otros compositores.  

## En pasiones
Esta parte aparece especialmente en las pasiones de Bach. En la Pasión según San Juan, la Pasión según San Mateo y la Pasión según San Marcos perdida. El cantante interpreta las palabras exactas pronunciadas por Cristo (en estilo directo) según la traducción que hizo Martín Lutero del Evangelio.
En contraste, el Evangelista en la música de Bach es siempre un tenor, que narra la historia con las palabras exactas del Evangelio en recitativo secco, en las pasiones, el Oratorio de Navidad y el Oratorio de la Ascensión. El Evangelista, que de hecho es cantante, en realidad es un evangelista o un "narrador de buenas noticias", mientras que el cantante bajo no es un actor que interpreta un papel. Él da voz a las expresiones de Cristo en el relato del Evangelio. Esta es la razón por la que su parte tradicionalmente se denomina vox Christi, la voz de Cristo.
Las palabras de Jesús en la Pasión según San Juan son recitativos secco que conducían hacia arioso. En la Pasión según San Mateo están en recitativo acompañado, es decir que se destacan por un acompañamiento a cuatro voces (3 cuerdas y bajo continuo).

## En cantatas
La vox Christi está presente en multitud de cantatas de Bach. En las cantatas la vox Christi puede pronunciar las palabras literales de la Biblia que no son ni citas directas o atribuidas a Cristo, sino que se presentan en el contexto de la obra musical como dichas por Cristo; o bien, las palabras no bíblicas, por ejemplo, en un diálogo entre el prometido (Cristo) y la novia (el Alma), o en un discurso a la novia.

### Weimar
- En Himmelskönig, sei willkommen, BWV 182 (25 de marzo de 1714) la primera cantata de Bach en Weimar, para el Domingo de Ramos que coincidía con la Anunciación, versos de un salmo son tratados como si Jesús los hubiera dicho, por eso se estableció como único de recitativo de la cantata, que se extiende hacia un arioso: «Siehe, ich komme, im Buch ist von mir geschrieben» (He aquí, vengo; En el rollo del libro está escrito de mí; El hacer tu voluntad, Dios mío, me ha agradado. (Salmos 40:7-8).
- En Erschallet, ihr Lieder, erklinget, ihr Saiten!, BWV 172 (20 de mayo de 1714) para Pentecostés el bajo canta las palabras de Cristo del Evangelio de Juan: «Wer mich liebet, der wird mein Wort halten» (El que me ama, mi palabra guardará; y mi Padre le amará, y vendremos a él, y haremos morada con él. (Juan 14:23).
- En Nun komm, der Heiden Heiland, BWV 61 (2 de diciembre de 1714) el bajo canta las palabras de Cristo del Libro de la Revelación: «Siehe, ich stehe vor der Tür und klopfe an. So jemand meine Stimme hören wird und die Tür auftun, zu dem werde ich eingehen und das Abendmahl mit ihm halten und er mit mir.» (He aquí, yo estoy a la puerta y llamo; si alguno oye mi voz y abre la puerta, entraré a él, y cenaré con él, y él conmigo. (Apocalipsis).[2]
- En Barmherziges Herze der ewigen Liebe, BWV 185 (14 de julio de 1715) el bajo resume las admoniciones del Sermón de la Montaña, todo introducido por las palabras clave «Das ist der Christen Kunst» (Ese es el arte cristiano).
- En Bereitet die Wege, bereitet die Bahn!, BWV 132 (22 de diciembre de 1715) la cuestión «Wer bist du?» (Quién eres), planteada a San Juan en el Evangelio, se asigna al bajo, como si Jesús hiciera esta pregunta al oyente.
- En Mein Gott, wie lang, ach lange? BWV 155 (19 de enero de 1716) preguntas serias son respondidas por las palabras de consuelo, cantadas por el bajo como vox Christi, casi como un arioso con las palabras «Damit sein Gnadenlicht dir desto lieblicher erscheine» (para que la luz de su gracia pudiera brillar sobre ti aún más intensamente).

### Primer ciclo de cantatas
- En Jesus nahm zu sich die Zwölfe, BWV 22 (7 de febrero de 1723, Oculi) la cantata comienza con una escena del Evangalio, el anuncio del sufrimiento en Jerusalem, citando Lucas 18:31-34. El tenor como Evangelista inicia la narración desde el versículo 31, «Jesus nahm zu sich die Zwölfe» (Jesús reunió a los doce). El bajo canta el anuncio del sufrimiento, «Sehet, wir gehn hinauf gen Jerusalem» (He aquí, subimos a Jerusalén), una fuga coral ilustra la reacción de los discípulos.
- En O Ewigkeit, du Donnerwort, BWV 60, (7 de noviembre de 1723) el bajo como voz de Cristo contesta en diálogo un recitativo del temor atormentado tres veces con «Selig sind die Toten».
- En Schau, lieber Gott, wie meine Feind, BWV 153 (2 de enero de 1724) el texto de la Biblia de Isaías 41:10, «Fürchte dich nicht, ich bin mit dir» (No temas, yo estoy contigo), se asigna al bajo como vox Christi, como si Jesús lo hubiera dicho.
- En Mein liebster Jesus ist verloren, BWV 154 (9 de enero de 1724) el bajo canta en un arioso la respuesta de Jesús, encontrado en el templo con doce años, al cuestionamiento de sus desesperados padres: «Wisset ihr nicht, daß ich sein muß in dem, das meines Vaters ist?» (¿No sabíais que yo debía estar en aquello que es de mi padre?) (Lucas 2:49).
- En Jesus schläft, was soll ich hoffen?, BWV 81 (30 de enero de 1724) el bajo canta en un arioso, central dentro de la cantata, la pregunta de Jesús: «Ihr Kleingläubigen, warum seid ihr so furchtsam?" (Why are ye fearful, O ye of little faith?) (Mateo 8:26).
- El sexto movimiento de Halt im Gedächtnis Jesum Christ, BWV 67 (16 de abril de 1724) es una "escena operística", con el bajo serenamente repitiendo las palabras de Jesús del Evangelio, "La Paz sea contigo", cuatro veces (tres veces cada una), contrasta con las respuestas corales agitadas que ven a Jesús como ayuda en la batalla, en el fortalecimiento de los cansados en espíritu y cuerpo, y en la superación de la muerte.
- En Wo gehest du hin?, BWV 166 (7 de mayo de 1724) comienza con el bajo cantando una cita del evangelio, el tercer discurso de despedida, pero se convirtió en una pregunta general sobre el rumbo de la vida.
- En Wahrlich, wahrlich, ich sage euch, BWV 86, (14 de mayo de 1724) el bajo canta en el movimiento inicial tres veces la promesa del discurso de despedida de Jesús: "En verdad, en verdad os digo, que todo cuanto pidiereis al Padre en mi nombre, os lo dará" (Juan 16:23).

### Segundo ciclo de cantatas
- En Christ unser Herr zum Jordan kam, BWV 7 para el día de San Juan (24 de junio de 1724), un recitativo que hace referencia a la orden de bautizar se establece como un expresivo arioso, acompañado por las cuerdas, similar a las palabras de Jesús en la Pasión según San Mateo de Bach.
- En Jesu, der du meine Seele, BWV 78 (10 de septiembre de 1724) un recitativo de bajo es acompañado por las cuerdas, «Die Wunden, Nägel, Kron und Grab» (Heridas, clavos, corona y tumba), reminiscencia de la vox Christi en la Pasión según San Mateo de Bach.
- Selig ist der Mann, BWV 57 (26 de diciembre de 1724) es un diálogo entre el Alma y Jesús.
- En el primer movimiento de Ich bin ein guter Hirt, BWV 85 (15 de abril de 1725) el bajo canta "Soy un buen pastor" del Evangelio.
- En el inusual primer movimiento de Ihr werdet weinen und heulen, BWV 103 (22 de abril de 1725) Bach incluyó un recitativo casi operístico de Jesús en canto coral fugado.
- En el primer movimiento de Es ist euch gut, daß ich hingehe, BWV 108, (29 de abril de 1725), el bajo canta una cita del Evangelio, "Es bueno para ti que me vaya".
- En Bisher habt ihr nichts gebeten in meinem Namen, BWV 87 (6 de mayo de 1725), Jesus habla dos veces en el primer movimiento acompañado por las cuerdas, doblado por oboes, en el quinto movimiento acompañado por el bajo continuo: "En el mundo tendréis miedo, sin embargo consolaos, yo he vencido al mundo."
- En el primer movimiento de Sie werden euch in den Bann tun, BWV 183 (13 de mayo de 1725), el anuncio de Jesús del segundo discurso de despedida se configura como un recitativo de sólo cinco compases, acompañado por largos acordes de cuatro oboes, dos oboes da caccia y dos oboes d'amore en un punto pedal del continuo, creando un sonido "sepulcral".

### Tercer ciclo de cantatas
- El movimiento central de Brich dem Hungrigen dein Brot, BWV 39 (23 de junio de 1726) es una línea de la Epístola a los hebreos (Hebreos 13:16), «Wohlzutun und mitzuteilen vergesset nicht» (Y de hacer bien y de la ayuda mutua no os olvidéis). Bach lo aborda, como si Jesús hubiera dicho las palabras él mismo, entre arioso y aria.
- En Siehe, ich will viel Fischer aussenden, BWV 88 (21 de julio de 1726, 5º domingo después de la Trinidad), el Evangelista empieza la segunda parte con un recitativo en Lucas 5:10, «Jesus sprach zu Simon» (Jesus dijo a Simón), el siguiente discurso directo de Jesús, llamando a Pedro como su discípulo, es cantado por el bajo: «Fürchte dich nicht; den von nun an wirst du Menschen fahen» (No temas, desde ahora serás pescador de hombres).
- En el movimiento central de Es ist dir gesagt, Mensch, was gut ist, BWV 45 (11 de agosto de 1726) empieza la segunda parte, la voz de Cristo aparece en una "altamente virtuosística aria, mitad concierto vivaldiano, mitad escena operística", conforme a John Eliot Gardiner.
- En el movimiento central de Es wartet alles auf dich, BWV 187 (4 de agosto de 1726) es «Darum sollt ihr nicht sorgen» (Por tanto no os preocupéis) del Sermón de la Montaña. Las palabras de Jesús son cantadas por el bajo, acompañado por los violines en unísono y el continuo, que también toma parte en sus motivos.
- En Herr, deine Augen sehen nach dem Glauben, BWV 102 (25 de agosto de 1726) el propio Bach señaló el cuarto movimiento para bajo arioso sobre las palabras de la Epístola a los romanos (Romanos 2:4-5), «Verachtest du den Reichtum seiner Gnade» (desprecias las riquezas de su misericordia).
- En Ich geh und suche mit Verlangen, BWV 49 (3 de noviembre de 1726), una cantata para soprano y bajo solistas que se denomina Dialogus entre la prometida (el Alma) y el prometido (Jesús), la soprano es la prometida y el bajo como vox Christi es el prometido.
- En Wachet auf, ruft uns die Stimme, BWV 140 (25 de noviembre de 1731) Jesús "aparece" con el "Alma" en el tercer movimiento, un dúo para soprano y bajo, «Wann kommst du, mein Heil?» (Cuándo vendrás, salvación mía?).
- En Schwingt freudig euch empor, BWV 36 (2 de diciembre de 1731) en el aria de bajo que inicia la segunda parte, «Willkommen, werter Schatz!» (Bienvenido, digno tesoro!) la voz de bajo es la vox Christi, abordar a la novia.
- En Es ist das Heil uns kommen her, BWV 9, tres recitativos de bajo basados en estrofas del coral pueden ser considerados un sermón sobre el credo luterano, basado en el Sermón de la Montaña.

## Intérpretes notables
Algunos bajos y barítonos son conocidos en especial por sus interpretaciones de la voz de Cristo. Entre ellos se encuentran los siguientes:
- Dietrich Fischer-Dieskau
- Kieth Engen
- Franz Kelch
- Max van Egmond
- Klaus Mertens
- Peter Kooy
- Konrad Jarnot